# Delhaize Group
Delhaize Group è stata una società di grande distribuzione belga fondata nel 1867 a Molenbeek-Saint-Jean, Bruxelles, quando i fratelli Delhaize aprirono un negozio di alimentari all'ingrosso, e confluita nel 2016 dalla fusione con Ahold in Ahold Delhaize con il quartier generale spostato ad Anderlecht, comune belga di Bruxelles capitale.
. Gestiva supermercati alimentari e operava in sette paesi e in tre continenti.

## Storia
Delhaize fu fondata nei pressi di Charleroi, in Belgio, nel 1867 da Jules Delhaize e dai suoi fratelli Auguste, Edouard e Adolphe. Fu aiutato in questa impresa dal suo futuro cognato, Jules Vieujant. Per il loro nuovo negozio scelsero come logo il leone, simbolo di forza. Ebbero anche un motto: l'unione fa la forza.
All'inizio vendevano vini e liquori, poi nel 1883 crearono una grande fabbrica a vapore di spazzole e stuoie a Saint-André-lez-Bruges, che impiegava 400 persone. Nel 1890, aprirono anche una fabbrica di cioccolato che ad un certo momento offrì un "Belgian Congo Chocolate" a base di fave del Congo.

### L'espansione
Nel tempo, superate le due guerre mondiali, l'azienda crebbe diventando attiva in sette paesi: Belgio, Lussemburgo, Stati Uniti, Grecia, Romania, Serbia e Indonesia. Entrò nel mercato statunitense nel 1983 attraverso l'acquisizione di Food Town Stores, rinominandolo Food Lion a causa di conflitti sul nome con altri distributori ed espandendosi da 22 negozi a 226. Nel 1985 diventò un franchisee di Cub Foods, aprì il primo di molti negozi nell'area di Atlanta e nel 1996 rilevò Kash n' Karry, una catena di alimentari della Florida. Con l'acquisizione di Hannaford Brothers Company, gli Stati Uniti diventarono anche il mercato più grande con un fatturato annuo di 13,4 miliardi di euro nel 2014, pari al 63% del fatturato totale del gruppo. Solo negli Stati Uniti i lavoratori erano all'epoca circa 97.000. 

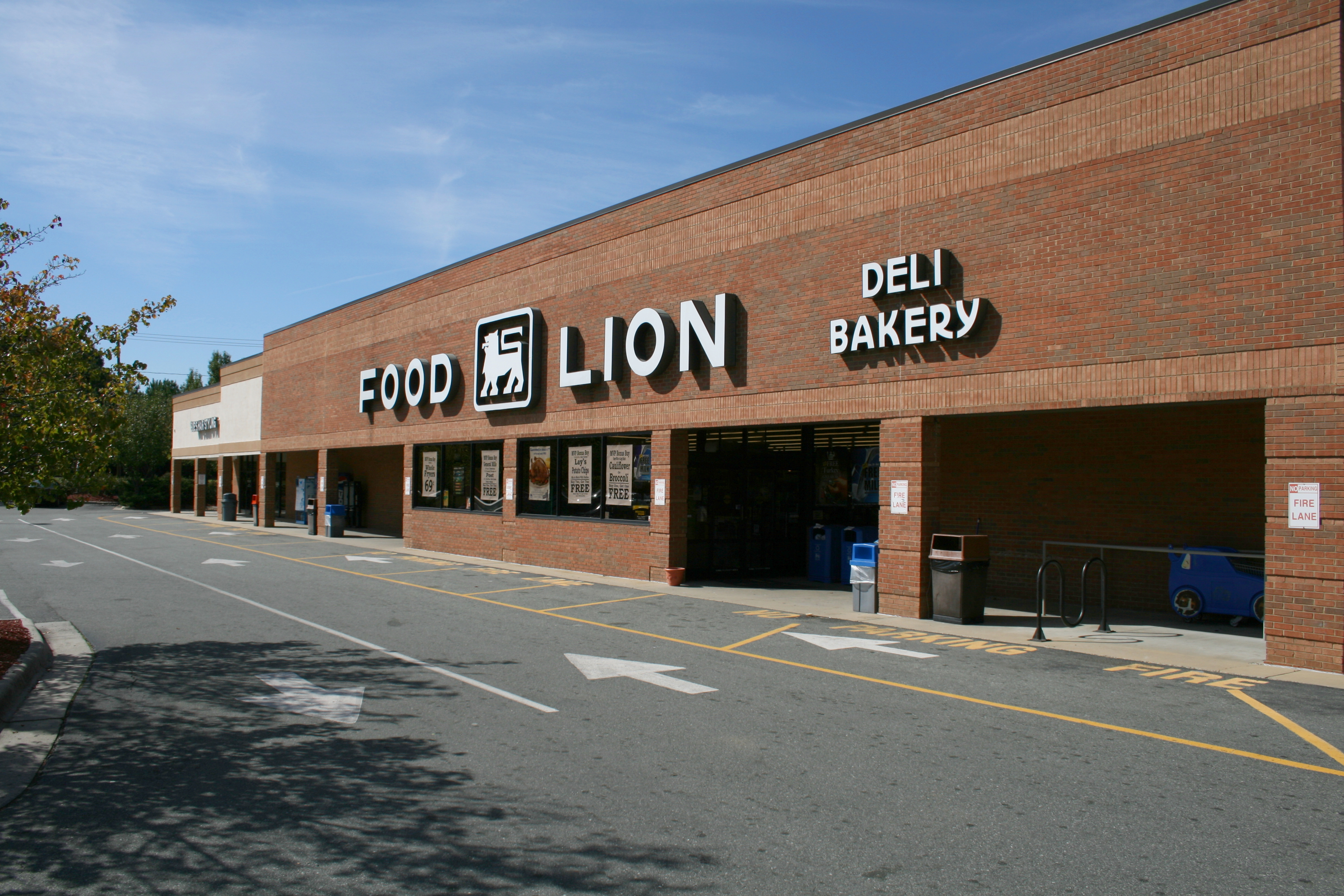
Un supermercato Food Lion (Delhaize) a Durham nella Carolina del Nord

Nel 2005, il Gruppo Delhaize completò l'acquisizione della catena di supermercati belga Cash Fresh per 118,6 milioni di euro e versò altri 51 milioni di euro per acquisirne gli asset immobiliari. In Belgio, il mercato domestico storico, Delhaize Group contava 880 negozi, dava lavoro a più di 16.000 persone e nel 2014 rappresentava il 23% del fatturato totale del gruppo. In Grecia, dove i negozi erano conosciuti come Alfa Beta, in Romania e in Serbia le vendite raggiungevano il 14% del totale. Nel 2007 l'azienda aveva lasciato il mercato ceco dopo 16 anni vendendo tutti i suoi 97 supermercati a Billa. Nel gennaio 2009 Delhaize annunciò che le filiali di Aquisgrana e Colonia sarebbero state vendute uscendo in seguito dal mercato tedesco dopo 6 anni e vendendo tutti i suoi 4 supermercati al Gruppo REWE. Nel 2011, Delhaize acquisì il rivenditore serbo Delta Maxi.
Nel maggio 2013, Harveys venne venduta insieme alle catene di supermercati gemelle Sweetbay e Reid's alla statunitense BI-LO, LLC per 265 milioni di dollari. Quell'anno furono vendute anche le sedi in Montenegro e un anno più tardi quelle in Bosnia ed Erzegovina. Nel novembre 2014, Delhaize Group firmò un accordo per vendere i suoi negozi di alimentari Bottom Dollar negli Stati Uniti ad Aldi Inc. La transazione fu completata all'inizio del 2015.
Al 31 dicembre 2014, il Gruppo Delhaize aveva una rete di vendita (che comprendeva negozi a gestione diretta, in franchising e affiliati) di 3.402 negozi e impiegava circa 150.000 persone. I negozi erano principalmente supermercati, che rappresentavano l'85% della rete di vendita del gruppo. Comunque la rete di vendita comprendeva anche altri formati di negozi come negozi di quartiere, minimarket e negozi specializzati. L'azienda era attivamente impegnata nel programma Energy Star dell'Agenzia per la protezione dell'ambiente degli Stati Uniti per gestire l'efficienza energetica nelle sue strutture statunitensi.

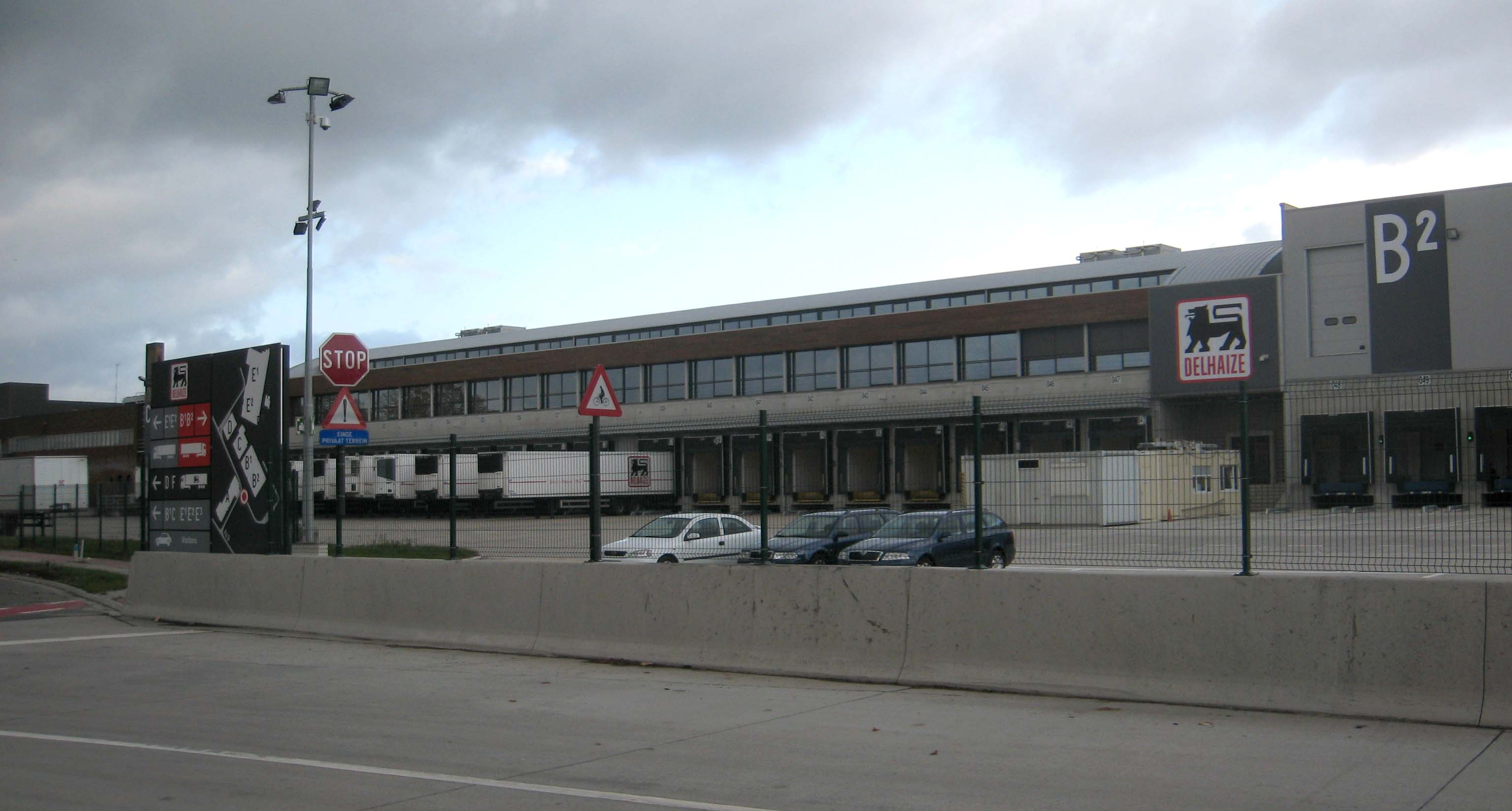
Centro di distribuzione Delhaize a Zellik

Oltre alla vendita al dettaglio di prodotti alimentari, il Gruppo Delhaize si occupava di vendita all'ingrosso di prodotti alimentari e di vendita al dettaglio non alimentare di prodotti per animali domestici e per la salute e la bellezza. Nel 2014 il gruppo registrò un fatturato di 21,4 miliardi di euro e un utile operativo di 762 milioni di euro.

### Fusione con Ahold
Il 24 giugno 2015 fu annunciata la fusione tra Delhaize Le Lion/De Leeuw e Royal Ahold, che sarebbe stata completata entro la metà del 2016. Il nuovo nome fu Ahold Delhaize NV e la sede situata nei Paesi Bassi. L'amministratore delegato di Ahold, Dick Boer, ebbe lo stesso incarico in Ahold Delhaize. Sulla carta, si trattava di una fusione tra pari, ma gli azionisti di Ahold ricevettero il 61% e gli azionisti di Delhaize il restante 39% delle azioni. Il fatturato complessivo del 2014 fu di 54 miliardi di euro con un utile netto di 1 miliardo di euro, un totale di 375.000 dipendenti e 6.500 negozi. Entrambe le società generavano oltre il 50% del loro fatturato negli Stati Uniti. La sovrapposizione geografica delle due catene era piccola e dopo la fusione, Ahold Delhaize fu presente in tutti gli stati americani della costa orientale.
Il 14 marzo 2016 gli azionisti di Ahold e Delhaize approvarono la fusione proposta, dando vita ad un gruppo di supermercati con il quarto posto in Europa e il quinto negli Stati Uniti. Il completamento della fusione avvenne alla metà del 2016.